# 바우치주

바우치주의 위치

바우치주(영어: Bauchi State)는 나이지리아의 북부에 있는 주로, 주도는 바우치이다. 면적은 49,119km2이며, 인구는 4,653,066명(2006년)이다. 1976년 2월 3일 옛 북동부주가 분리되면서 신설되었다. 현재의 곰베주는 1996년 바우치주에서 분리되어 신설되었다. 북쪽으로는 카노주와 지가와주, 남쪽으로는 타라바주와 플래토주, 동쪽으로는 곰베주와 요베주, 서쪽으로는 카두나주와 접한다. 바우치시에 아부카 타파와 발레와 대학이 있다.